# Family Compo
Family Compo (ファミリー・コンポ Componente de la familia) o F. Compo (como también es conocido) es un manga seinen de 14 tomos creado en Japón en 1996 con el nombre de Wagaya ga ichiban (我が家が一番 "La mejor casa").
Es obra de Tsukasa Hōjō, creador de City Hunter y Cat's Eye entre otras. Constituye una típica comedia de enredos, y trata de manera muy original temas como el trasvestismo y la tolerancia. 

## Argumento
Tras la muerte de su padre, Masahiko Yanagiba (conocido como Giba), descubre la existencia de una rama de su familia, la del hermano de su madre, Sora Wakanaé, con su esposa Yukari Wakanaé y su hija Shion Wakanaé. Al ser invitado a visitarlos, se instala en una familia donde todo parece normal. Sin embargo, rápidamente se da cuenta de que no hay nada de normal en la familia de los Wakanaé, empezando por las apariencias. Una hermosa reflexión sobre el lugar de cada uno en relación con el propio cuerpo, la imagen de uno mismo, los demás, la sociedad, o "cómo asumir que su tía fuese un hombre y su tío una mujer que dibuja mangas para chicos con un grupo de asistentes entregadas, no menos atípicas.

## Personajes

### Familia Wakanae
- Masahiko Yanagiba
- Yukari Wakanae
- Sora Wakanae
- Shion Wakanae
- Yoriko Kikuchi

### Asistentes de Sora
- Kazuko Niigata
- Makoto Yamazaki
- Hiromi Makamura
- Susumu Yokota
- Signorina Mori

### Amigos
- Yoko Asaoka
- Ejima
- Tatsuya Tatsumi
- Kaoru Masoho

## Publicación
En España se encargaba de su edición Mangaline, pero dejó incompleta la colección en el número 10. Fue una apuesta de la editorial con un precio muy económico, pero con una edición sin sobrecubiertas ni solapas.